# Teresa Vicente Giménez
María Teresa Vicente Giménez (Lorca, 1962) es profesora titular de Filosofía del Derecho y directora de la Cátedra de Derechos Humanos y Derechos de la Naturaleza de la Universidad de Murcia.
Después de ejercer la abogacía entre 1987 y 1994, sus investigaciones y publicaciones académicas se han centrado en la justicia ecológica, los derechos sociales, el feminismo jurídico y los derechos de los niños y de las niñas.
A partir del año 2019 promovió junto a un grupo de juristas, científicos y activistas la Iniciativa Legislativa Popular para que se reconozca la personalidad jurídica del Mar Menor de la Región de Murcia y dotar así a la laguna de derechos propios. Esta iniciativa alcanzó en octubre de 2021 el medio millón de firmas necesario para que su proposición de ley sea debatida en el Congreso de los Diputados.
En 2023 recibió la Medalla de Honor del Voluntariado del Consejo de Europa.
En 2024 fue ganadora por Europa del Premio Ambiental Goldman.

## Publicaciones destacadas
- Justicia ecológica y derechos de la naturaleza. Editorial Tirant. 2023
- Edición de Justicia ecológica en la era del Antropoceno. Editorial Trotta. 2016
- Coordinación de Los derechos de los niños, responsabilidad de todos. Publicaciones Universidad de Murcia. 2007
- La exigibilidad de los derechos sociales. Editorial Tirant lo Blanch. 2006
- Justicia y derecho ambiental: para un modelo de la justicia ecológica. Universidad de Murcia. 1995